# Busnago
Busnago est une commune italienne d'environ 6 760 habitants (2021) située dans la province de Monza et de la Brianza dans la région Lombardie dans le nord de l'Italie.

## Sport
- Volley Club 1999 Busnago

## Administration
| Période                                  | Période | Identité | Étiquette | Qualité |
| ---------------------------------------- | ------- | -------- | --------- | ------- |
|                                          |         |          |           |         |
| Les données manquantes sont à compléter. |         |          |           |         |

### Communes limitrophes
Cornate d'Adda, Mezzago, Trezzo sull'Adda, Bellusco, Roncello, Grezzago, Trezzano Rosa